# Габран
Габран (Габран мак Домангарт; гэльск. Gabhran mac Domangart; погиб в 558) — король Дал Риады с 538 по 558 год.

## Биография
Габран был вторым сыном короля Дал Риады Домангарта I и наследовал своему старшему брату Комгаллу. Во время его правления начались долгие войны скоттов с пиктами, чьи территории лежали к востоку от земель Дал Риады. В 558 году (по другим источникам — в 560 году) Габран погиб в войне с королём пиктов Бруде I.
От Габрана ведет своё родословие род н’Габран (гэльск. n'Gabrain), один из трёх территориально-племенных союзов, составлявших общественно-политическую структуру королевства Дал Риада. Владения этого рода располагались в Кинтайре и на острове Айлей и до середины VII века его представители были верховными королями Дал Риады.
Габрану наследовал его племянник Коналл I.